# Ixos
Ixos is een geslacht van zangvogels uit de familie Pycnonotidae (buulbuuls).

## Soorten
Het geslacht kent de volgende soorten:
- Ixos leucogrammicus  – Sumatraanse buulbuul
- Ixos malaccensis  – Groenrugbuulbuul
- Ixos mcclellandii  – Groenvleugelbuulbuul
- Ixos sumatranus  – Sumatraanse soendabuulbuul
- Ixos virescens  – Javaanse soendabuulbuul